# Lolenga Mock
Pour les articles homonymes, voir Mock.
Lolenga Mock est un boxeur danois né le 22 avril 1972 à Kinshasa, République démocratique du Congo.

## Carrière
Passé professionnel en 1991, il devient champion d'Europe EBU des super-moyens le 3 novembre 2006 en battant au 6e round le Français Franck Mezaache puis conserve sa ceinture le 24 mars 2007 par KO face à Djamel Selini.
Battu par Stjepan Bozic pour le titre de champion Inter Continental WBA, il redevient champion d'Europe le 14 mars 2008 en battant aux points l'italien précédemment invaincu Mouhamed Ali Ndiaye mais s'incline lors du combat suivant contre Gabriel Campillo le 8 mars 2009.